# بروود هایتس، نیو ساوت ولز
بروود هایتس (به انگلیسی: Burwood Heights) یک حومه شهر در استرالیا است که در نیو ساوت ولز واقع شده‌است.